# Epicoccum phaseoli
Epicoccum phaseoli är en lavart som beskrevs av Sawada 1958. Epicoccum phaseoli ingår i släktet Epicoccum och familjen Pleosporaceae.   Inga underarter finns listade i Catalogue of Life.